# 柴田一成 (宇宙物理学者)
柴田一成（しばた かずなり、1954年12月24日 - ）は、日本の宇宙物理学者。2017～2019年まで、日本天文学会第49代会長を務めた。

## 経歴
大阪府箕面市出身。大阪府立豊中高等学校、京都大学理学部を経て、同大学大学院理学研究科に学ぶ。1981年から1991年にかけて、愛知教育大学助手。1983年京都大学理学博士、論文の題は「Nonlinear MHD wave propagation in the solar chromosphere : the case of uniform vertical magnetic field（太陽彩層における非線型電磁流体波伝播 : 一様鉛直磁場の場合）」。 1991年から1999年にかけて、国立天文台太陽物理学研究系助教授。1999年から京都大学大学院理学研究科附属花山天文台教授。太陽および宇宙における激しい活動現象、とくに電磁流体力学、爆発、宇宙ジェットを研究している。科学衛星『ようこう』の映像からX線ジェット、アネモネジェット、X線プラズモイド、X線浮上磁場領域などの現象を新たに発見した。
花山天文台では、天文学の普及活動を積極的に推し進め、台長を務めていた2013年には「大学天文台での宇宙体感イベントによる最先端科学の普及啓発」により科学技術賞理解増進部門を受賞している。また、花山宇宙文化財団理事の岡村勝の発案により、2020年1月に来日予定のクイーンのギタリストで天文学者のブライアン・メイにコンタクトを取って花山天文台への訪問を要請、2020年1月27日に実現した。
2006年5月に、藤原定家が『明月記』に記した超新星SN 1006の超新星残骸を京都大学名誉教授小山勝二らのグループがX線天文衛星すざくで観測したことがきっかけとなり、京都大学の幅広い領域で宇宙研究を総合的に活用しようという学際的な研究活動の機運が高まった。京都大学副学長（当時）の松本紘からの勧めも後押しとなり、柴田は2008年4月、小山、山川宏らと共に、「宇宙総合学の開拓」を目指した学際研究組織「宇宙総合学ユニット（宇宙ユニット）」を設立、その副ユニット長となった。これは、京都大学の学際的、分野横断的なユニットの第1号であり、その後同様のユニットが活動を始めた嚆矢となった。
2017年6月3日から2019年6月8日まで、第49代日本天文学会会長の任にあった。この間、2019年に日本天文遺産と日本天文学会天文教育普及賞の2つの表彰制度を新たに設けたほか、2017年からインターネット版天文学辞典の製作（2018年公開）を行うなど、天文学のアウトリーチが進められた。また、2017年3月に日本学術会議が出した「軍事的安全保障研究に関する声明」を受け、日本天文学会内で「安全保障と天文学」と銘打ったテーマで広く議論を行うことを呼びかけた。2017年から2018年にかけての議論を踏まえ、2019年3月には「天文学と安全保障との関わりについて」と題した声明が出されている。

## 栄誉
主な受賞歴は以下の通り。
- 2001年 - 林忠四郎賞（日本天文学会）
- 2009年 - 「ナイスステップな研究者」（文部科学省科学技術政策研究所）
- 2013年 - 科学技術賞理解増進部門（文部科学大臣表彰）「大学天文台での宇宙体感イベントによる最先端科学の普及啓発」
- 2019年 - チャンドラセカール賞 （アジア太平洋物理学連合プラズマ分科会）
- 2020年 - ジョージ・エラリー・ヘール賞（George Ellery Hale Prize : アメリカ天文学会)

2020年6月3日、円舘金と渡辺和郎が1996年11月6日に発見した小惑星番号19313の小惑星が、Shibatakazunari と命名された。

## 著書

### 単著
- 『太陽の科学 磁場から宇宙の謎に迫る』NHK出版〈NHKブックス〉ISBN 978-4140911495（2010年）- 第26回講談社科学出版賞受賞（2010年）[20]
- 『太陽大異変 : スーパーフレアが地球を襲う日』朝日新聞出版 ISBN 9784022735072（2013年）
- 『とんでもなくおもしろい宇宙』角川書店 ISBN 978-4044095000（2016年）

### 共著
- 『新・宇宙を解く - 現代天文学演習』 恒星社厚生閣 ISBN 978-4769907442（1993年）- 横尾武夫
- 『活動する宇宙 - 天体活動現象の物理』裳華房 ISBN 978-4785328122（1999年）- 松元亮治・福江純・嶺重慎
- 『写真集 太陽 - 身近な恒星の最新像』裳華房 ISBN 978-4785328207（2004年）- 大山真満
- 『総説 宇宙天気』京都大学学術出版会 ISBN 978-4876985548（2011年） - 上出洋介
- 『太陽活動1992‐2003 - フレア監視望遠鏡が捉えたサイクル23』京都大学学術出版会 ISBN 978-4876989874（2011年） - 上野悟、野上大作、石井貴子、北井礼三郎